# 藤原基忠 (非参議)
藤原 基忠（ふじわら の たかただ）は、鎌倉時代前期の公卿。左大臣・藤原隆忠の長男。官位は従二位・非参議。

## 経歴
祖父・基房と叔父の松殿師家は治承・寿永の乱の最中に失脚したが、父・隆忠は連座せず、その後も出世していった中、基忠自身も元久2年12月26日（1206年1月16日）に従三位となり公卿に列せられる。
その後、従二位まで官位は昇るが、参議以上の議政官にはなる事ないまま嘉禄元年12月26日（1226年1月25日）に出家した。
伝えられるところでは、基忠の妻は源雅行の娘であったが、異母弟である源親行と道ならぬ恋となって弟との駆け落ちを試みて家を飛び出したとされている。後に2人は雅行に連れ戻されるが、基忠の出家から半年後の嘉禄2年6月23日（1226年7月18日）、考えを改めない2人に憤った雅行は家臣の青侍に命じて2人を斬り捨てて、斬首の後に遺体を六条朱雀（六条大路と朱雀大路の交差点）に晒したという（『経光卿記』・『明月記』）。藤原定家は親行とその姉（基忠室）の「悪行」を非難しつつも、雅行が勝手に実の子を殺害する行為についても糾弾している（定家は雅行も親行も公家である以上、その処罰は朝廷に委ねるべきであったとしている）。角田文衛は基忠の出家の背景には妻の駆け落ちが背景にあったのではないかとしている。

## 系譜
- 父：藤原隆忠
- 母：源通家の娘
- 妻：不詳
  - 男子：藤原尊基
  - 男子：忠瑜
  - 女子：尋源法印室